# Souhait
Pour les articles homonymes, voir Souhait (homonymie) et Vœu.

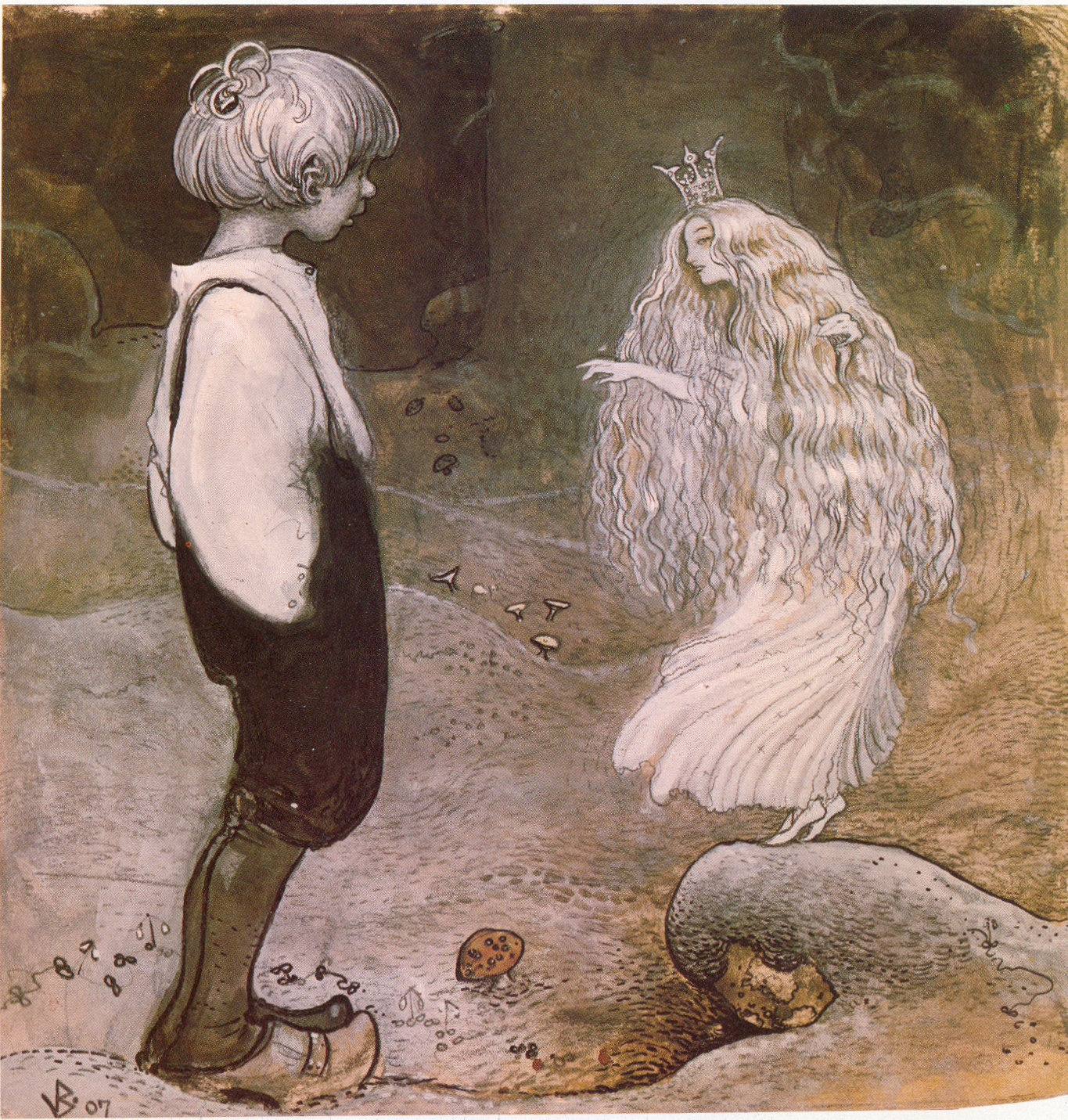
Une fée accordant des vœux, illustration de John Bauer

Un souhait, ou vœu, est un espoir ou un désir qu'un événement s'accomplisse. Dans les œuvres de fiction, les souhaits peuvent être utilisés comme incidents déclencheurs. L'occasion de « faire un souhait », « qu'un souhait se réalise » ou d'être « exaucé » se retrouvent dans le folklore.
C'est une combinaison de latin et d'un terme "gaulois" (ancien bas francique).
À l'époque gallo-romaine s'est formé le mot : *subtus-haitare « promettre de façon à ne pas trop s'engager », du latin subtus, v. sous* et d'un ancien bas francique *haitan « ordonner, promettre »

## Superstitions
On retrouve dans diverses cultures des coutumes dans lesquelles on « fait un vœu ». Le souhait n'est pas énoncé, mais formulé mentalement pendant l'exécution d'un rituel :
- peindre un œil sur une figurine appelée daruma au Japon ;
- souffler toutes les bougies de son gâteau d'anniversaire ;
- jeter une pièce dans un puits ou une fontaine magique ;
- briser « l'os du bonheur » d'une volaille rôtie (dinde aux États-Unis, poulet en Europe).

Le souhait peut être signifié par le rituel lui-même :
- manger le nian gao au nouvel An chinois exprime le souhait de s'élever ;
- faire sauter des crêpes à la chandeleur exprime le souhait de prospérité ;
- plier mille grues en papier exprime le souhait de santé et de longévité.

Même si de tels souhaits ne sont pas exaucés, le fait de formuler un souhait peut être bénéfique. La personne qui le formule a l'occasion d'identifier ce qu'elle désire le plus au monde. Le souhait peut être l'occasion de prendre de conscience d'un espoir insoupçonné. Une fois identifié, cet espoir peut devenir un objectif personnel.

## Fiction
Dans la fiction, un souhait est une demande formulée auprès d'une créature surnaturelle aux pouvoirs illimités. Au cœur d'un conte ou une fable, un souhait peut être l'incident déclencheur.
L'exemple typique de ce genre de contes pourrait être Les Mille et Une Nuits, notamment Aladin et la lampe merveilleuse, bien que le souhait ne soit pas le thème central du conte. Les souhaits formulés par Aladin étaient principalement des variantes du souhait le plus souvent rencontré, celui de la richesse.

### La créature
La créature surnaturelle qui accorde les souhaits peut être un dieu, un ange, un dragon, un esprit, un génie, une fée, un démon, le diable. La façon d'accorder les souhaits change selon que les intentions de la créature soit favorables, neutres ou défavorables à la personne qui formule le souhait.
Certains objets sont également susceptibles de réaliser des souhaits. La Patte de singe de W.W. Jacobs en est une illustration. Piers Anthony détourne l'idée dans Château-roogna :  une bague magique déclare qu'elle peut exaucer tous les souhaits, et s'attribue tout le mérite quand un souhait se réalise, en minimisant les efforts des personnages ; mais tout souhait formulé à la bague se réalise un jour ou l'autre.

### La motivation de la créature
La soumission de l'extraordinaire puissance de l'entité au service de celui qui formule le souhait s'explique par des motivations, cachées ou annoncées à celui qui va formuler les souhaits :
- pour compenser une injustice : le souhait est une contrepartie ;
- pour récompenser une bonne action selon les critères de l'entité ;
- par reconnaissance d'être libre de ses entraves : le souhait est un cadeau de remerciement ;
- par obligation d'obéir au possesseur de l'objet qui lui sert de prison ;
- pour donner une leçon : le souhait est un cadeau empoisonné ;
- en contrepartie d'une âme (cf. Pacte avec le Diable).

#### Compenser une injustice
- Cénée, que Poséidon a violée, se voit accorder par Poséidon lui-même le souhait de devenir un homme invulnérable ;
- Le jeune Kevin, auquel ses parents ne font pas attention, se croit accordé le souhait que ses parents disparaissent dans Maman, j'ai raté l'avion ;
- Le jeune Max, déçu par les vaines promesses de son père, souhaite que pendant une journée entière, son père ne puisse rien dire d'autre que la vérité dans Menteur, menteur, et son souhait lui est accordé.

#### Récompenser une bonne action
- accorder l'hospitalité à un inconnu : Philémon et Baucis, la légende du Pactole ou dans le Poirier de misère ;
- sauver la vie d'un ange dans le manga Wish.

#### Donner une leçon
Au centre d'une moralité (théâtre), la réalisation du souhait illustre la morale : « méfiez-vous de ce que vous souhaitez ». La leçon à en tirer étant souvent « prenez conscience de ce que vous avez, de ce que vous êtes ». On retrouve ce thème au cinéma et à la télévision. Les souhaits que l'on rencontre sont :
- devenir adulte quand on est enfant : Big, 30 ans sinon rien ;
- satisfaire tous ses désirs : Code Lisa.

### Le rituel

#### Un geste simple
Que l'on effectue le rituel en étant prévenu (mettre une pièce dans un automate de fête foraine dans Big) ou par hasard (composer par erreur le numéro de téléphone de « SOS Déesse Amitié » dans Ah! My Goddess, frotter la lampe à huile d'Aladin), le fait que le rituel soit simple annonce que l'histoire va porter sur les conséquences du souhait.

#### Une quête
Contrairement aux cas précédents, certains héros sont appelés à mener des quêtes difficiles et dangereuses pour gagner le droit de réaliser leurs souhaits. Les héros ont le temps de réfléchir, voire de changer d'avis, sur leurs véritables désirs. Les aventures qu'ils vont vivre sont plus importantes que la réalisation des souhaits, qui ne sont que la conclusion de l'histoire, si encore ils se réalisent.
Pour invoquer le dragon Shenron et voir son souhait réalisé, il faut réunir toutes les Dragon Balls disséminées sur la Terre. Dans le jeu vidéo Twisted Metal, il faut remporter un tournoi.

#### Un acte qui libère l'entité
L'entité qui exauce le souhait peut être liée ou soumise au moyen d'un objet usuel (la lampe d'Aladin par exemple) ou un récipient fermé par un sceau de Salomon. Libérer l'entité, par exemple en brisant le sceau de Salomon, accorde le droit au possesseur de l'objet de prononcer un certain nombre de souhaits.

#### Un souhait réalisé par hasard
En fait, il n'y a pas d'entité derrière le souhait. Ou plutôt si, l'auteur, tout puissant dans son œuvre. Le souhait de la mère de Blanche-Neige d'avoir une enfant « au teint blanc comme la neige… » est une coïncidence, mais le souhait du père dans Les Sept Corbeaux transforme ses fils en corbeaux, tout comme le souhait de la mère transforme sa fille dans Le Corbeau. C'est typique dans un conte ou une personne souhaite avoir un enfant, même si c'est un hérisson, un brin de myrte, ou s'il n'est pas plus grand qu'une noisette.

#### Le nombre de souhaits
Le nombre de souhaits accordés varie. Aladin a droit à un nombre illimité. Le plus courant, comme dans Les Souhaits ridicules de Charles Perrault, est trois souhaits, mais d'autres peuvent être accordés pour les besoins du conte. De nombreux auteurs ont traité du souhait de faire davantage de souhaits, parfois en l'interdisant par assimilation avec de la tricherie.

#### L'énoncé du souhait
Dans de nombreuses histoires, l'énoncé exact du souhait est extrêmement important. S'il y a ambigüité, le souhait peut être interprété de différentes façons. Si le souhait est mal prononcé ou mal entendu, il peut être accordé de façon cocasse ou dramatique pour celui qui a prononcé le souhait.
Il arrive que celui qui accorde le souhait le fasse de façon extrêmement littérale, ou que, par malveillance, il accorde le souhait de la façon la plus dommageable possible à celui qui a prononcé le souhait (comme le souhait d'être riche réalisé grâce à l'héritage touché à la mort d'une personne aimée). Certains auteurs ont abordé une approche extrême : plus besoin de dire « je souhaite que », toute parole peut être considérée comme un souhait, ce qui peut avoir des conséquences souvent déplaisantes.

### Littérature
- Veillées des Îles : La bouteille endiablée
- Souhaits dangereux
- La Peau de chagrin
- le Poirier de misère
- Le Portrait de Dorian Gray
- Les Mille et Une Nuits : Aladin et la lampe merveilleuse

### Cinéma
- Les Trois Lumières (Der müde Tod), de Fritz Lang
- Big
- Wishmaster
- C'est arrivé demain
- 30 ans sinon rien
- Maman, j'ai raté l'avion
- Menteur, menteur

### Séries télévisées
- Les Simpson : Simpson Horror Show II (1991)
- Buffy contre les vampires : Meilleurs Vœux de Cordelia (1998)
- X-Files : Je souhaite (2000)
- Mes parrains sont magiques
- Code Lisa

### Manga
- Dragon Ball
- Ah! My Goddess
- Ceux qui ont des ailes
- Wish

### Jeux vidéo
- Twisted Metal
- The Legend of Zelda

### Mythologie
- Cénée
- La légende de Midas
- Bacchus
- Flûte de Pan
- Pygmalion et Galatée
- Les 3 vœux accordés par Poséidon à Thésée dans le mythe de Phèdre